# Хавличкув Брод
Хавличкув Брод (чеш. Havlíčkův Brod) град је у Чешкој Републици, у оквиру историјске покрајине Бохемије. Хавличкув Брод је трећи по величини град управне јединице Височина крај, у оквиру којег је седиште засебног округа Хавличкув Брод.

## Географија
Град Хавличкув Брод се налази у средишњем делу Чешке републике. Град је удаљен од 130 км југоисточно од главног града Прага.
Хавличкув Брод се сместио у области источне Бохемије. Надморска висина града је око 420 м. Град је смештен у уској долини реке Сазаве, која се низводно улива у већу реку Влтаву. Око града издиже се Чехоморавско горје.

## Историја
Подручје Хавличкува Брода било је насељено још у доба праисторије. Насеље под данашњим називом први пут се у писаним документима спомиње у 12. веку, а насеље је 1257. године добило градска права. Већ тада је насеље било насељено Немцима.
1919. године Хавличкув Брод је постао део новоосноване Чехословачке. После Другог светског рата месни Немци су исељени у матицу. У време комунизма град је нагло индустријализован. После осамостаљења Чешке дошло је до опадања активности тешке индустрије и до проблема са преструктурирањем привреде.

## Становништво
Хавличкув Брод данас има око 24.000 становника и последњих година број становника у граду стагнира. Поред Чеха у граду живе и Словаци и Роми.

## Партнерски градови
- Спишка Нова Вес
- Бресаноне

## Галерија
- Главни трг Хавличкува Брода
- Градска црква
- Споменик
- Градски музеј